# Leo Kottke
Leo Kottke (11 de septiembre de 1945 en Athens) es un guitarrista acústico estadounidense, reconocido por su característico estilo de fingerpicking. Logró superar una serie de obstáculos personales, incluyendo una pérdida parcial de su audición y un problema de tendones en su mano derecha que casi lo obliga a abandonar la música. Actualmente reside en el área de Minneapolis con su familia.
Enfocándose en la composición e interpretación instrumental, Kottke también canta de manera esporádica. En concierto, el músico combina cómicos monólogos con piezas vocales e instrumentales acústicas.

## Discografía

### Álbumes de estudio
| Año  | Álbum                     | Billboard 200 | Discográfica  |
| ---- | ------------------------- | ------------- | ------------- |
| 1969 | 6- and 12-String Guitar   |               | Takoma        |
| 1970 | Circle Round the Sun      |               | Symposium     |
| 1971 | Mudlark                   | 168           | Capitol       |
| 1972 | Greenhouse                | 127           | Capitol       |
| 1974 | Ice Water                 | 69            | Capitol       |
| 1974 | Dreams and All That Stuff | 45            | Capitol       |
| 1975 | Chewing Pine              | 114           | Capitol       |
| 1976 | Leo Kottke                | 107           | Chrysalis     |
| 1978 | Burnt Lips                | 143           | Chrysalis     |
| 1978 | Balance                   |               | Chrysalis     |
| 1981 | Guitar Music              |               | Chrysalis     |
| 1983 | Time Step                 |               | Chrysalis     |
| 1986 | A Shout Toward Noon       |               | Private Music |
| 1988 | Regards from Chuck Pink   |               | Private Music |
| 1989 | My Father's Face          |               | Private Music |
| 1990 | That's What               | 24            | Private Music |
| 1991 | Great Big Boy             |               | Private Music |
| 1994 | Peculiaroso               |               | Private Music |
| 1997 | Standing in My Shoes      |               | Private Music |
| 1999 | One Guitar, No Vocals     |               | Private Music |
| 2004 | Try and Stop Me           |               | RCA Victor    |